# 爱德华·戴维·伯特
爱德华·戴维·伯特 MP（英語：Edward David Burt；1978年11月23日—），是一名百慕達政治人物，現任进步工党黨魁及百慕達總理；他是百慕達歷史上最年輕的總理。

## 生平
伯特曾在喬治華盛頓大學就讀，期間雙主修金融和信息系統，並獲得信息系統技術碩士學位；他也當過喬治華盛頓大學學生會的主席。